# Cortes de Monzón (1512)
Las Cortes de Monzón de 1512 fueron presididas por la reina Germana de Foix. Habiendo sido convocadas al tiempo del inicio de la guerra contra el reino de Navarra y se celebraron entre junio y el 2 de septiembre de 1512.
Sobre la aportación de recursos por la guerra, las cortes decidieron aportar 200 hombres de armas y 200 jinetes durante tres años.
Con toda la brevedad de estas cortes, se consiguió cerrar algunos temas pendientes desde hacía años. Entre otros, se reformó la Real Audiencia, pasando de ocho a doce juristas; se incrementó el control sobre las cuentas de la Generalidad de Cataluña y se trató el incremento del bandolerismo.
Se obtuvo el compromiso del rey para limitar la acción de la inquisición a la situación anterior a 1482 —, cuando el inquisidor episcopal actuaba según el derecho canónico— puesto que necesitaba del apoyo de las Cortes para la conquista del reino de Navarra. Pero al año siguiente, una vez conquistado el reino navarro, el rey obtuvo una bula del papa julio II liberándolo de ese juramento.
| Predecesor: Cortes de Monzón (1510) | Cortes Generales de la Corona de Aragón 1512 | Sucesor: Cortes de Monzón (1528)      |
| Predecesor: Cortes de Monzón (1510) | Cortes de Aragón 1512                        | Sucesor: Cortes de Zaragoza-Calatayud |
| Predecesor: Cortes de Monzón (1510) | Cortes Catalanas 1512                        | Sucesor: Cortes de Lérida (1515)      |
| Predecesor: Cortes de Monzón (1510) | Cortes del Reino de Valencia 1512            | Sucesor: Cortes de Valencia (1523)    |